# Vodárenská věž (Jičín)
Vodárenská věž Jičín je urbanisticky významným objektem s dominantní pozicí při hrázi rybníka Kníže v severozápadní části 1. ochranného pásma Městské památkové rezervace Jičín v Jičíně v okrese Jičín. Je dokladem stavebního vývoje města, technické vyspělosti řemesla a vysoké estetické úrovně stavebnictví své doby. Věž je nemovitou kulturní památkou zapsanou v Ústředním seznamu kulturních památek České republiky pod číslem rejstříku 45094/6-1097.

## Historie
První písemná zmínka o nejstarší dochované světské stavbě v Jičíně, v historických pramenech zvané prostě „Věž,“ se nachází v listině Mikuláše staršího Trčky z Lípy vydané 6. července 1502. Byla vystavěna na hrázi rybníka Kníže, nad tokem řeky Cidliny, která ji napájela vodou. Roku 1543 byla původně dřevěná stavba přestavěna do současné renesanční podoby. Na stavbu věže zapůjčila knížecí komora 500 zl. a materiál v hodnotě 148 zl. 40 kr.
Velká oprava věže proběhla roku 1649. V roce 1845 pražský mechanik Romuald Božek opravil pumpy vodovodu nákladem 196 zlatých a 30 krejcarů. Když byla v roce 1876 zřízena na Valdštejnově náměstí za sochou nejsvětější Trojice třetí kamenná kašna, byl do vodárny pořízen nový silnější čerpací stroj za 1750 zl. od továrny Frič a Macháček z Chlumce nad Cidlinou. Postavení stroje si vyžádalo 870 zl. a roury do nové kašny za 720 zl. Na tuto rekonstrukci přispěla místní spořitelna částkou 1000 zl. Vybudováním nového vodovodu ze Studeňan v roce 1907 však ztratila vodárenská věž svůj původní význam a při zavedení elektrického proudu do města byla přeměněna v transformační stanici. V roce 1993 zakoupil věž od města jičínský výtvarník Petr Heber a přeměnil ji v galerii svého díla tvořeného recyklací zdánlivě nepotřebných věcí. V roce 2013 získala již značně zchátralá věž nové majitele. Následně prošla celkovou rekonstrukcí, v rámci které byla s maximálním využitím původních materiálů a dobového restaurovaného nábytku uvedena do své současné podoby netradiční umělecké galerie s ubytováním.

## Současnost
V současné době (2019) slouží vodárenská věž jako ubytovací zařízení nabízející romantické ubytování, ve kterém mohou hosté využít 5 místností na pěti podlažích: ložnici, koupelnu, salonek, vstupní halu a sklepní šenk. Jsou zde rovněž vystavena díla českého výtvarníka Petra Hebera a francouzského grafika Tomiho Ungerera.

## Stavební popis
Čtvercová stavba sestává z kamenných kvádrů o pěti odděleních se stanovou střechou původně krytou šindelem a následně břidlicí. Na východní straně jsou sluneční hodiny. Uvnitř v přízemí byl čerpací tlakostroj poháněný vodním kolem, jímž se čerpala voda a tlačila železnými rourami do nejvyššího patra do měděné nádrže. Odtud se pak vedla do města do kašen a do zámku borovými rourami spojovanými železnými zděřemi.

## Pověst
K věži se vztahuje pověst "O smilném Janovi". V první polovině 17. století se podle této pověsti slézala ve věžním sklepení po setmění vnadná rychtářova dcera Anděla s urostlým katovským pacholkem Janem. Když jednoho večera rychtář zjistil, že jeho dcera potají vychází z domu, vydal se nepozorovaně za ní. Ve zdejším sklepení pak oba milence přistihl, "kterak spolu zprudka koštovali". Zhrzený otec jediným úderem rychtářského práva srazil Jana k zemi a jeho bezvládné tělo shodil do sklepní studny. Neřestnou Andělu hned druhého dne odeslal do kláštera v Chotěšově. Po čase ji, údajně již polepšenou důslednou klášterní výchovou, dobře provdal za majetného obchodníka se suknem z Mladé Boleslavi. Avšak duch smilného Jana údajně ve studni stále přebývá. Za klokotavého sténání vyplavuje sklep studniční vodou ve snaze smýt svou vinu a dojít tak věčného klidu.
Je skutečností, že k nenadálému zaplavování sklepa čas od času ještě donedávna docházelo. Naposledy nastalo v roce 2013, kdy hladina vody vystoupala až do výše 82 cm. Při poslední přestavbě proto bylo do studny zapuštěno výkonné samočinné čerpadlo a zřízen odtokový kanál, jenž účinně brání dalším nadpřirozeným vzedmutím vodní hladiny.